# Parc Múixrif
El Parc Múixrif (àrab: حديقة مشرف) és un parc aquàtic situat al desert de Dubai, Emirats Àrabs Units, de 5.25 km². Es troba a l'est de la ciutat, a prop del barri de Khawaneej, a uns 16 km del centre tradicional de Dubai. Fou creat el 1980 i ampliat i millorat el 1989.
El 2016 va canviar el seu nom pel de Parc Mare de la Pàtria.